# Borůvka (rozhledna)
Borůvka je název rozhledny postavené u obce Hluboká na Chrudimsku.

## Základní informace
Tato rozhledna je jednou ze tří rozhleden, které byly postaveny sdružením obcí mikroregionu Toulovcovy maštale v letech 2003–2005. Přístupná je od 4. června 2005. Svou konstrukcí se vymyká běžnému vzhledu a provedení rozhleden a patří k nejzajímavějším a nejkrásnějším stavbám svého druhu v širokém okolí. Název je odvozen od jména návrší, kterému se říká Borek nebo Na Borůvčí. Celková výška rozhledny je 18,5 m. Vyhlídková plošina je umístěna v 15 metrech a umožňuje kruhový výhled do krajiny na rozmezí České tabule a Českomoravské vrchoviny.
Rozhledna je přístupná od silnice z Perálce do Hluboké. Vstupné je 10–20 Kč. V jejím sousedství je přírodní park Údolí Krounky a Novohradky.

## Stavební a technické údaje o rozhledně
Rozhledna Borůvka patří svým technickým provedením a zvláštní konstrukcí k jedněm z nejzajímavějších rozhleden v České republice. Architektem projektu byl pan Ing. Martin Novák, o projekt a statiku se postaral pan Ing. Antonín Olšina. Celkové investiční náklady činily 580 tis. Kč, hlavním investorem bylo Sdružení obcí Toulovcovy Maštale a celý projekt byl realizován za finanční podpory Pardubického kraje. Provoz pak byl zahájen v červnu 2005. Od května 2008 je ve vrcholové části rozhledny instalována webová kamera. Záběr z webové kamery je k dispozici na internetových stránkách mikroregionu Maštale.